# Michael Ventris

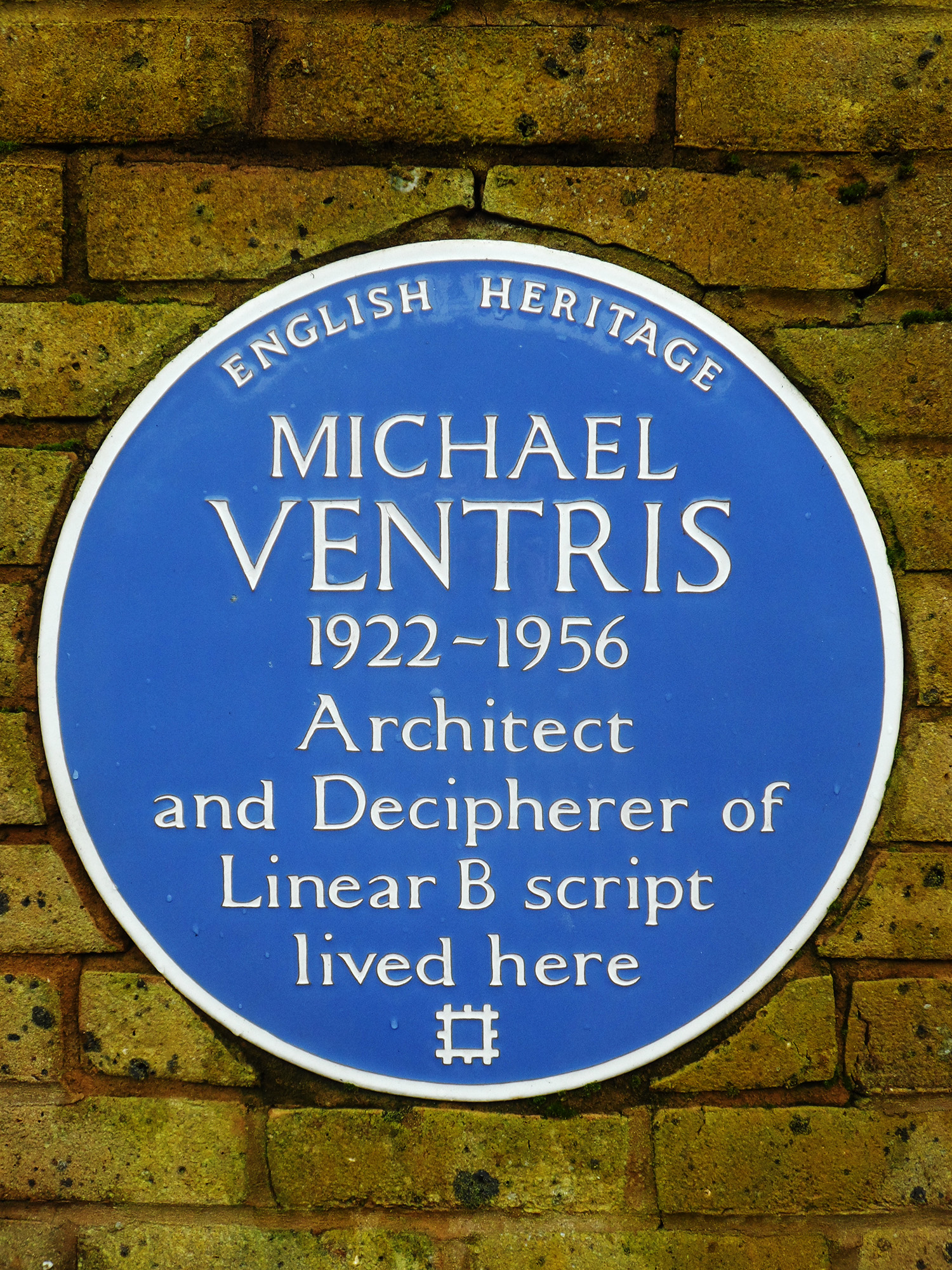
Tablica upamiętniająca przy 19 North End, Hampstead

Michael George Francis Ventris (ur. 12 lipca 1922 w Wheathampstead, zm. 6 września 1956 koło Hatfield) – angielski architekt i lingwista, wraz z Johnem Chadwickiem odczytał tzw. pismo linearne B, którym posługiwali się Achajowie.

## Życiorys
Michael Ventris był synem brytyjskiego oficera i Polki (żydowskiego pochodzenia) Anny Janas. Już jako dziecko wyróżniał się talentem językowym. W wieku sześciu lat samodzielnie nauczył się języka polskiego. Mając siedem lat przeczytał książkę o hieroglifach napisaną po niemiecku. Będąc w Gstaad w Szwajcarii, gdzie chodził do szkoły, poznał niemiecki (w tym szwajcarską odmianę tego języka) i francuski. 
W 1936 roku wziął udział w jednym z publicznych odczytów Arthura Evansa w Burlington House na temat cywilizacji minojskiej i związanego z nią pisma linearnego. Wykład rozbudził zainteresowanie Ventrisa tą tematyką do tego stopnia, że w wieku osiemnastu lat wysłał do prestiżowego czasopisma archeologicznego American Journal of Archeology swój pierwszy artykuł naukowy na ten temat. Zataił swój wiek w obawie, że nikt nie potraktuje go poważnie. Jego praca została opublikowana. W artykule Ventris wysunął hipotezę, że język minojski jest spokrewniony bardziej z językiem etruskim niż z greckim, popierając tym samym tezę Evansa.
Szkołę średnią kończył w Londynie (uczęszczał do Stowe School). Tam nauczył się języka starogreckiego i łaciny. Znał też nowogrecki, włoski i szwedzki. W 1940 roku zaczął studiować architekturę w Szkole Stowarzyszenia Architektów. W 1942 roku poślubił Lois Knox-Niven, z którą miał dwójkę dzieci.
Podczas wojny i krótko po niej, przez cztery lata (1942–1946) służył w RAF jako nawigator bombowca. Przed demobilizacją w 1946 roku służył w Niemczech, gdzie nauczył się języka rosyjskiego. W 1949 roku pracował jako architekt w grupie powołanej przez brytyjskie Ministerstwo Edukacji, której zadaniem było projektowanie nowych szkół. Wspólnie z żoną, także architektem, zaprojektował dla swojej rodziny nowoczesny dom.
W 1953 roku Ventris ogłosił przez radio, że odczytał pismo linearne B. Okazało się, że ukrywał się pod nim bardzo archaiczny dialekt języka greckiego. Kilka tygodni przed publikacją swoich badań zginął w wypadku samochodowym. 6 września 1956 roku jego samochód zderzył się z zaparkowaną ciężarówką na Great North Road koło Hatfield. W 1957 roku powstał Fundusz im. Michaela Ventrisa, który przyznaje nagrody Michael Ventris Award for Architecture i Michael Ventris Memorial Award for Mycenaean Studies dla najlepszych młodych architektów i archeologów specjalizujących się w badaniach cywilizacji Mykeńczyków.

## Wyróżnienia
- 1954 Doktorat honoris causa Uniwersytetu w Uppsali,
- 1955 członek Niemieckiego Towarzystwa Archeologicznego,
- 1955 Order of British Empire,
- 1956 członek Architectural Association Research.